# Meridiankonvergenz

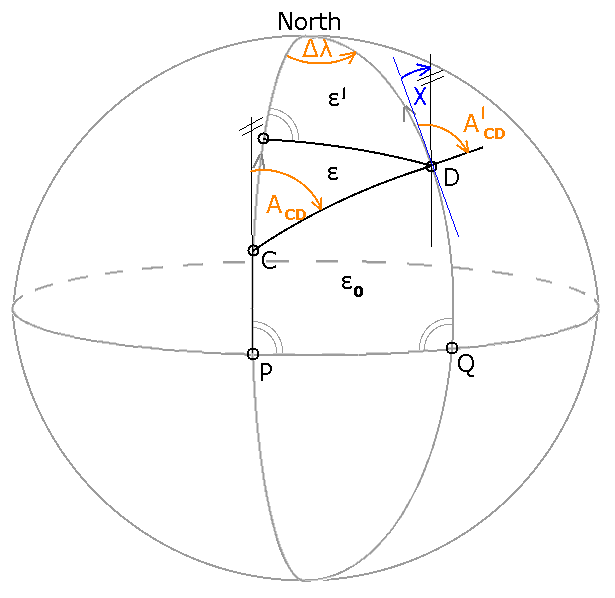
Meridiankonvergenz (hier mit bezeichnet)

Die Meridiankonvergenz {\displaystyle \gamma } (zu „Meridian“) hat besondere Bedeutung für die Geodäsie und die mathematische Kartografie. Sie tritt auf als Winkelabweichung zwischen den parallelen Gitterlinien geodätischer Koordinatensysteme (Gitternord) und der geografischen Nordrichtung (geografisch-Nord) auf der Erdoberfläche an Orten abseits des Bezugsmeridians des Gitters.
Anders ausgedrückt: Die Meridiankonvergenz ist der Winkel zwischen der Nordrichtung in einem beliebigen Oberflächenpunkt C auf der Erde und der dazu parallelen Richtung in einem anderen Oberflächenpunkt D. Siehe dazu auch die in der Zeichnung eingetragenen Tangenten.
Ursächlich für den Winkelunterschied ist die Krümmung der Oberfläche, weswegen die in Nord-Süd-Richtung verlaufenden Gitterlinien (Meridiane) an den Polen zusammenlaufen, also konvergieren. Hingegen weichen die im Raum parallelen Richtungen mit zunehmendem Unterschied der Längen von der Nordrichtung in C ab.
Die Meridiankonvergenz lässt sich berechnen als:
{\displaystyle {\begin{aligned}\gamma &=\Delta \lambda -\epsilon '\\&=\epsilon _{0}+\epsilon \end{aligned}}}
mit
- dem Unterschied {\displaystyle \Delta \lambda } der geografischen Längen
- den sphärischen Exzessen {\displaystyle \epsilon ,\,\epsilon ',\,\epsilon _{0}} der jeweiligen Dreiecke oder des Vierecks (vgl. Abbildung).

Für geodätische Parallelkoordinaten (z. B. Gauß-Krüger-Koordinaten) ist die Meridiankonvergenz der Winkel zwischen Gitter-Nord und geografisch Nord. Sie kann näherungsweise wie folgt berechnet werden:
{\displaystyle \gamma \approx \Delta \lambda \cdot \sin \phi }
{\displaystyle \gamma =y'/R\cdot \tan \phi }    (Ergebnis im Bogenmaß)
mit
- geografischer Breite {\displaystyle \phi }
- Abstand {\displaystyle y'} vom Mittelmeridian
- Erdradius {\displaystyle R}.

In den üblichen 3°-Meridianstreifen der Gauß-Krüger-Projektion kann die Meridiankonvergenz im Überlappungsbereich zweier Streifen etwa 1° erreichen. Dies ist bei der Umrechnung zwischen Richtungswinkeln und ellipsoidischen oder astronomischen Azimuten zu berücksichtigen (siehe auch Sonnenazimute und Orientierung (Geodäsie)). In der Kartografie macht sie sich als Klaffung beim Aneinanderlegen benachbarter Kartenblätter bemerkbar.

## Verwandte Begriffe
- Deklination (Geographie) ist die Abweichung von geographisch Nord und magnetisch Nord
- Nadelabweichung (engl. grivation) ist der Winkel zwischen Gitternord einer Karte und magnetisch Nord.